# Nectopsyche maculipennis
Nectopsyche maculipennis là một loài Trichoptera thuộc họ Leptoceridae. Chúng phân bố ở vùng Tân nhiệt đới.